# Heidelberg (Pennsylvania)
Heidelberg ist eine Gemeinde (Borough) im Allegheny County im US-Bundesstaat Pennsylvania. Das U.S. Census Bureau hat bei der Volkszählung 2020 eine Einwohnerzahl von 1.288 auf einer Fläche von 0,7 km² ermittelt. Sie ist Teil der Metropolregion Pittsburgh. Die Gemeinde wurde nach Heidelberg in Deutschland benannt, der Heimat eines großen Teils der frühen Siedler.

## Demografie
Nach einer Schätzung von 2019 leben in Heidelberg 1207 Menschen. Die Bevölkerung teilt sich im selben Jahr auf in 92,2 % Weiße, 2,2 % Afroamerikaner, 0,4 % Asiaten und 0,9 % mit zwei oder mehr Ethnizitäten. Hispanics oder Latinos aller Ethnien machten 1,5 % der Bevölkerung aus. Das mittlere Haushaltseinkommen lag bei 53.980 US-Dollar und die Armutsquote bei 6,2 %.